# Никола Рашайков
Никола (Кольо) Рашайков, наричан Вишенски, е български революционер, деец на Вътрешната македоно-одринска революционна организация.

## Биография
Кольо Рашайков е роден през 1867 година в костурското село Вишени, тогава в Османската империя, днес Висиния, Гърция. Става пръв нелегален организатор на ВМОРО в селото си.
В 1889 година на сватба в Тиолища убива гръцкия учител в Шестеово Танас (гъркоманин) и вследствие избухва така наречената Даскалтанасова афера, при която са затворени четирима души, дейци на ВМОРО, от Шестеово.
На 3 август 1902 година заедно с Лазар Москов влизат във Вишени, но са забелязани от едно заптие, охраняващо бирника. На сутринта селото осъмва блокирано от 3000 души аскер и башибозук от Костур, Лерин и Хрупища. Започва дълго сражение, обсадени в къщата на Типо Цулев, също деец на ВМОРО, който загива в началото на битката. Войската запалва махалата и изгарят шест къщи, като са убити трима мъже и една жена. За да не изгорят живи Рашайков и Москов се опитват да направят пробив, но Рашайков е застрелян. Москов е ранен в коляното и за да не бъде заловен се самоубива.
Преди пробива двамата оставят прощално писмо, предадено по-късно от селяните на районната чета на ВМОРО:
| „ | Ако умремъ, ето какво ще знаете: умираме не отъ предателство, а Кольо видѣ едно заптие на прозореца. Ви завещаваме голѣма предпазливость. По възможность четата да стои вънъ, когато времето помага. Типо е убитъ от турцитѣ, за дѣто ни отваряше вратата. Запишете въ вестницитѣ, че не ни е жалъ, че умираме отъ куршумъ, но ядъ ни е, че не постигнахме, не довършихме цельта - да освободимъ отечеството. Нека нашитѣ другари по идея да достигнатъ това отечествено завещание. Знайте другари, че съ насъ нищо не се губи. Куражъ, не бойте се, ще се тури край на всичко и ще блесне свободата, равенството и братството. Куражъ, куражъ и пакъ куражъ. Мнозина се убиватъ по харамилъкъ, мнозина умиратъ отъ трѣска, отъ всевъзможни болести; но ние всички другари по идея трѣбва да умремъ въ бой съ народния тиранинъ. Сбогомъ, Македонио! Сбогомъ другари и роднини! Да живѣе революционята, свободата, равенството и братството. Долу тиранията, долу робството, долу Турция! Ние умираме, но стига ни тая награда, да каже нѣвга народа: Умре сиромаха за правда За правда и за народа Лазаръ Московъ Кольо Рашайковъ | “ |

Роднината на Рашайков Йото Рашайков от Вишени по време на Илинденско-Преображенското въстание в 1903 година е войвода на четата от Вишени и е в отряда на Иван Попов.